# Сакральная геометрия
Сакра́льная геометрия (от лат. sacralis — священный, обладающий святостью, признаваемый божественным) — совокупность религиозных и/или мифологических представлений о формах и пространстве мира, так или иначе связанных с геометрическими воззрениями относительно устройства Вселенной и человека. Термин «сакральная геометрия» используется археологами, антропологами, философами, культурологами и людьми, чья работа связана с духовной деятельностью.
Сакральная геометрия — часть мифологического и религиозного мировоззрения, результат мистического опыта. Сакральная геометрия использовалась во все времена и во всех мировых религиях, в музыке, искусстве, храмовой архитектуре, иконографии, живописи и других видах религиозного искусства, а также при создании и поддержании священных мест, таких как теменосы, священные рощи, священные источники и т. д. Некоторые исследователи относят к сакральной геометрии также пифагорейскую и неоплатоновскую геометрии и ряд астрологических трудов.

## Сакральная интерпретация природных объектов
Как отмечает австралийский писатель и исследователь религий Стефен Скиннер, сакральная геометрия уходит своими корнями в изучение природы и заложенных в ней математических принципов. Многие природные объекты имеют чётко выраженные геометрические формы, например, моллюск наутилус помпилиус растёт с постоянной скоростью, и поэтому его раковина, чтобы приспособиться к этому росту без изменения формы, приобретает вид логарифмической спирали, пчёлы строят шестиугольные соты для хранения мёда, и т. д. Эти и другие соответствия иногда интерпретируются в терминах сакральной геометрии и считаются дополнительным доказательством природного (то есть божественного) происхождения геометрических форм.
В своих работах С.Скиннер рассматривает подход некоторых авторов, которые накладывают геометрически правильный рисунок поверх изображений природных или искусственных объектов, находя при этом некоторые линии, пересекающие изображение, и интерпретируют это на основе сакральной геометрии. Если изначальный геометрически правильный рисунок не имеет совпадений с таким изображением, Скиннер называет это «незакрепленной геометрией» (англ. unanchored geometry).
Некоторые сторонники сакральной геометрии видят значение в кругах на полях, надписях наска и других геоглифах, изучением которых занимается цереология (геоглифология) — исследовательское направление на грани псевдонаучности, занимающееся геоглифами и изображениями неизвестного происхождения.

## В мировоззрении и космологии
В ряде религий и мистических учений имеется представление, что бог создал Вселенную в соответствии с определённым геометрическим планом. Так, Платон излагает концепцию устройства мироздания в диалогах «Тимей», «Государство» (книга десятая), а также в «Федоне». Космос Платона имеет форму совершенной сферы:
«Тело космоса было сотворено гладким, повсюду равномерным, одинаково распространенным во все стороны от центра».
Плутарх приписывал Платону фразу «Бог всегда остается геометром (пер. Л. Сумм)».
В Средние века идея о «боге-геометре» также была распространена, в том числе в научных кругах. Например, астроном Иоганн Кеплер (1571—1630) в вопросе о геометрии Вселенной стоял на позициях неоплатонизма. В своём труде «Тайна мироздания» он представил модель Солнечной системы через систему правильных многогранников, используя её в качестве телеологического аргумента. Кеплер постулирует существование и необходимость Бога-Творца, в качестве «действующей первопричины».
Как отмечал американский исследователь оккультизма и религий Мэнли Холл, современные астрономы при осмеянии системы мира Птолемея упускают из вида её эзотерическую интерпретацию. На приведённой схеме уделено специальное внимание трём кругам зодиаков, окружающих орбиты планеты. Эти зодиаки представляют тройную духовную конституцию вселенной. Орбиты планет являются Правителями Мира, а четыре сферы стихий в центре представляют физическую конституцию как человека, так и вселенной.

## По странам и конфессиям

### Сакральная геометрия древнего Египта
Наиболее значимая сакральная геометрическая фигура древних египтян — Анх, или коптский крест, символ жизни в Древнем Египте. Он состоит из тау креста, увенчанного египетским иероглифом «ру». Крест Тау, имеющий направление вниз, означает снисхождение духа в материю (четыре стороны света, четыре элемента). Иероглиф «ру» (знак духовного, врата рождения, третий глаз) означает излияние света и проход существ из тонких миров в мир материальный. Всё вместе понимается как бессмертие или «предстоящая жизнь». Иногда эту форму представляют как восходящее солнце, как единство противоположностей, как мужское и женское начало (ср. лингам и йони).
Анх представляют и как магический символ мудрости. Его можно найти во многих изображениях божеств и священнослужителей времён египетских фараонов. Многие египетские боги изображались с анхом в руке. Предполагают, что анх представляет собой одну из форм Древа Жизни. Овал означает вечность или круговорот жизни, а крестовидное расширение, понимается как переход из бесконечности в пространство. Рисунки богов тоже представляют собой геометрические формы, но более сложные. Для воспроизведения рисунков, в живописи, необходимо знать геометрию, математику, учитывать пропорции, как это показано в работе «Витрувианский человек» Леонардо да Винчи.

### Сакральная геометрия индуизма
Сакральная геометрия применяется в Тантре для создания янтр, которые состоят из геометрических фигур, где каждая из них имеет определённое смысловое и сакральное значение. Например, треугольник остриём вверх означает огонь и мужское начало, остриём вниз — воду и женское начало. Соединение этих фигур образует шестиконечную звезду ✡ и означает статическое равновесие или баланс между Человеком и Богом.
В другой традиции гексаграмма ✡ — это звезда Давида и может рассматриваться как проекция Меркавы на плоскость.
۞  — означает равновесие статичности и динамичности. Сакральная геометрия янтр символически изображает энергетические структуры божеств и в то же время является хранителем их энергии. Янтры используют как магические устройства, которые порождают душу. В Тантре применяют и более сложные геометрические формы, такие, как рисунки или фигурки богов.
Сакральная геометрия Мандалы, используемой при медитациях в буддизме и индуизме, представляет в большей части божественную геометрическую интерпретацию космоса, всего мироздания или его отдельных компонент. Важным сакральным геометрическим символом (Мандалой) является Колесо Закона (Дхармы), которое традиционно изображают в виде колеса с пятью, шестью или восемью спицами. Колесо Дхармы символизирует законы кармы и реинкарнаций — бесконечного и непрерывного круговорота рождения, смерти и нового рождения человека.
Встречаются и сложные пространственные мандалы в виде скульптурной отделки храмов или архитектуры самих храмов.

### Сакральная геометрия христианства
Наиболее важной для христианства является геометрическая форма креста, один из самых древних сакральных символов. Существует два главных типа креста: латинский и греческий, особенности которых повлияли на архитектуры обеих церквей. Латинский крест представляет собой образ человека с распростёртыми руками и символизирует образ Страстей Христовых. В греческом кресте горизонтальная ось пересекает вертикальную посередине, образуя квадрат в плане, и этот крест именуется crux quadrata.
Мальтийский крест образован соединением четырёх копий, которые образуют восьмиконечный крест, каждый конец которого обозначает одну из восьми добродетелей. Кельтский крест — символ древнего кельтского христианства.Типичная кельтская форма креста включает круг в камне, соединённый перекладинами креста.
Другой важной фигурой сакральной геометрии христианства является звезда, один из вариантов этой фигуры ✡ можно встретить в Ветхом Завете. Считается, что этот знак отражен в печати Соломона, полученной от отца (звезда Давида). По другой версии, Печать царя Соломона — это изображение восьмиконечной звезды ۞ . Эта сакральная восьмиконечная геометрическая фигура изображается на одежде христианских священников, на некоторых иконах (Неопалимая Купина), в виде духовных знаков отличия, орденов и амулетов. Сакральная геометрия Звезды Вифлеема имеет четырнадцать лучей.

### Сакральная геометрия ислама
Геометрические узоры в исламском искусстве строятся, как правило, на комбинациях повторяющихся квадратов и кругов, которые могут накладываться друг на друга и переплетаться, как и арабески (с которыми они часто сочетаются), образуя замысловатые и сложные узоры, в том числе разнообразные мозаики. Геометрические узоры могут как заполнять всю площадь украшаемого предмета, так и создавать служить фоном для цветочных, каллиграфических и других украшений. В исламском искусстве сложность используемых узоров менялась от простых звёзд и ромбов в IX веке до разнообразных узоров, включавших от 6 до 13 точек к XIII веку и, наконец, до 14- и 16-конечных звёзд в XVI веке.
Геометрические узоры встречаются в различных формах в исламской архитектуре и искусстве, включая ковры килим, персидский гирих, марокканскую/алжирскую плитку зулляйдж, декоративные своды мукарнас, каменные ширмы с перфорацией джали, керамику, кожаные изделия, витражи, изделия из дерева и металла. Геометрические узоры используются в Коране, мечетях, а также в каллиграфии.

### Сакральная геометрия и сакральная архитектура храмов
Сакральная геометрия отражается и в архитектуре храмов. Сложно переоценить культурное значение древних пирамид Египта, Мексики, Индии и Перу. Так и в наше время, многие ссылаются[кто?] на сакральное значение золотого сечения и пропорции пирамид древнего Египта.
| Пирамиды в Гизе | Пирамида Майя. Кукулькан | Храм Махабодхи |

Одна из двадцати сакральных геометрических фигур календаря, созданного цивилизацией майя, ещё до того, как Колумб открыл Америку, — 18 (Этц’наб) символизирует космическую движущую силу (энергию) и имеет одно из значений, как две пирамиды, соединённые магическим колесом.

### Сакральная геометрия культуры Нью-эйдж
Сакральную геометрию культуры нью-эйдж и оккультизма можно условно разделить на несколько направлений. Многие использует сакральные формы мировых религий (крест, анкх, звезду Давида) или просто копируют сакральную геометрию древних или редких, забытых магических форм. Реже вносятся дополнения, которые могут получить за счет применения новых материалов и технологий, например, анх модель системы чакр.
| Ankh model of chakras system | Ankh model of chakras system (step2) | Ankh as chakras system (step3) |

Наибольшее распространение получили такие формы, как стеклянные магические шары и пирамиды. Реже используют формы в виде тора, «золотой спирали», формы 5 тел Платона 4-мерного куба, или меркаба (2 противоположно направленных и глубоко проникающих один в другой четырёхгранника). Находят применение также кристаллы в форме бипирамид или сооружения в форме пирамиды.